# Липовка (Уренский район)
Липовка — деревня в составе Вязовского сельсовета Уренского района Нижегородской области. На 2017 год в Липовке улиц и переулков не числится.

## Население
| 1916 | 2002 | 2010 |
| ---- | ---- | ---- |
| 37   | ↘2   | ↘0   |

Липовка расположена примерно в 37 километрах (по шоссе) севернее райцентра Урень, на водоразделе рек Ветлуга и Уста, высота центра селения над уровнем моря — 107 м. Транспортное сообщение осуществляется по региональной автодороге 22Н-4425 «подъезд к деревне Вязовая — деревня Девушкино от автодороги Урень — Шарья — Никольск — Котлас».